# Gouda vasútállomás
Gouda vasútállomás vasútállomás Hollandiában, Gouda városában.

## Vasútvonalak
Az állomást az alábbi vasútvonalak érintik:
- Gouda–DenHaag-vasútvonal
- Gouda-Alphen aan den Rijn-vasútvonal
- Utrecht–Rotterdam-vasútvonal

## Kapcsolódó állomások
A vasútállomáshoz az alábbi állomások vannak a legközelebb:
- Lansingerland-Zoetermeer railway station (Den Haag Centraal vasútállomás, Gouda–DenHaag-vasútvonal)
- Nieuwerkerk aan den IJssel vasútállomás (Rotterdam Centraal, Utrecht–Rotterdam-vasútvonal)
- Gouda Goverwelle vasútállomás (Utrecht Centraal, Utrecht–Rotterdam-vasútvonal)
- Waddinxveen vasútállomás (Alphen aan den Rijn vasútállomás, Gouda-Alphen aan den Rijn-vasútvonal)